# Teluk Bakung (Pondok Suguh)
Teluk Bakung is een bestuurslaag in het regentschap Muko-Muko van de provincie Bengkulu, Indonesië. Teluk Bakung telt 180 inwoners (volkstelling 2010).